# Nußdorf-Debant
Nußdorf-Debant je obec v Rakousku ve spolkové zemi Tyrolsko v okrese Lienz.
Žije zde 3 227 obyvatel (1. 1. 2011).